# Podostre stwardniające zapalenie mózgu

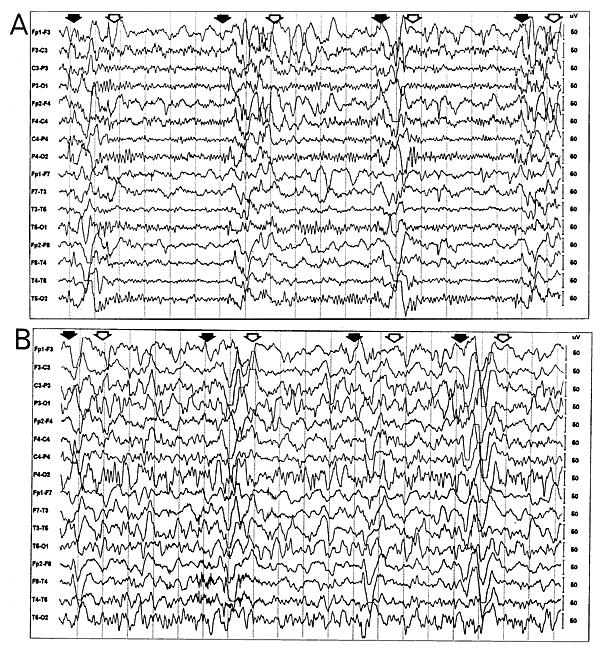
Obraz EEG pacjenta z SSPE

Podostre stwardniające zapalenie mózgu (SSPE, z ang. subacute sclerosing panencephalitis) – rzadka postać zapalenia mózgu, zazwyczaj o przewlekłym i postępującym przebiegu, będąca powikłaniem odry. Pojawia się wiele lat po jej przechorowaniu, charakteryzuje się nieprawidłową odpowiedzią immunologiczną w kontakcie z wirusem odry.

## Epidemiologia
Szacuje się, że obecnie 0,01% zachorowań odry jest powikłanych zapaleniem mózgu. Ryzyko jest negatywnie skorelowane z wiekiem w momencie zakażenia.

## Objawy i przebieg
Objawy SSPE są następujące:
- postępujące otępienie (początkowo trudności w nauce, zaburzenia pamięci, zaburzenia snu)
- mioklonie kończyn i tułowia, często drgawki
- spastyczność.

Do śmierci dochodzi zazwyczaj w ciągu 1–2 lat. Niekiedy spotyka się przebieg powolny (ponad 10 lat). U około 5% chorych występuje spontaniczna remisja, 95% umiera.

## Obraz histologiczny
W obrazie neuropatologicznym stwierdza się rozlane zapalenie mózgu, nacieki okołonaczyniowe z komórek zapalnych, proliferację astrogleju i mikrogleju, kwasochłonne wewnątrzjądrowe wtręty typu Cowdry A w neuronach i komórkach mikrogleju.

## Elektroencefalografia
Obraz EEG w SSPE jest bardzo charakterystyczny: składają się na niego rytmiczne, uogólnione wyładowania grup wysokonapięciowych fal (II i III faza), tzw. wyładowania okresowe typu Radermeckera. W późniejszych okresach czynność bioelektryczna mózgu ulega rozlanemu zwolnieniu i pojawiają się zmiany w czynności podstawowej.

## Rozpoznanie
Rozpoznanie SSPE opiera się na charakterystycznym obrazie klinicznym przy jednoczesnym wykazaniu obecności wirusa odry.

## Leczenie
We wczesnych stadiach choroby uzyskiwano remisję po domięśniowym i dokanałowym podawaniu interferonu alfa w dawce 3 Mj/dzień.